# Karins ansikte
Karins ansikte är en svensk kortfilm av Ingmar Bergman från 1986.
Karins ansikte är en kort dokumentärfilm på 14 minuter om Ingmar Bergmans mor, Karin Bergman, skildrad genom en serie gamla fotografier av modern med flera från olika tider i livet. Filmen är fotograferad av Bergmans gamle medarbetare och granne på Fårö, Arne Carlsson, och ackompanjeras av pianomusik av Bergmans förra hustru, Käbi Laretei. Bergman hade sin mor och barndomens hemrelationer som återkommande inspirationsämne i sina produktioner genom livet, inte minst senare skildrat i TV-serien Den goda viljan (1991).
Filmen verkar ha spelats in redan 1983 men visades offentligt först i Sveriges Television TV2 29 september 1986. 